# 稲沢市立千代田中学校
稲沢市立千代田中学校（いなざわしりつ ちよだちゅうがっこう）は、愛知県稲沢市福島町にある公立中学校。

## 概要
- 旧・中島郡千代田村の中学校であり、校区は福島町、堀之内町、千代町、千代1-9丁目、千代西町、附島町、牛踏町、込野町、梅須賀町（一部）、梅須賀町1-9丁目（4丁目のうち、東海道新幹線以北を除く）、大矢町（一部）、大矢真宮町、大矢高田町、大矢仙口町、大矢白山町、大矢青山町、大矢江西町、大矢浄土寺町、北麻績町、南麻績町、西溝口町、坂葺町、井堀江西町、井堀犬城町、井堀大縄町、井堀川東町、井堀橋下町、井堀北出町、井堀宿塚町、井堀高見町、井堀中郷町、井堀下郷町、井堀野口町、井堀蒲六町、野崎町、目比町、氷室町、坂田町、今村町、田代1・2丁目である[1]。

## 沿革
- 1947年（昭和22年）
  - 4月1日 - 中島郡千代田村に千代田村立千代田中学校として開校。
  - 11月20日 - 校舎（第一期）が完成する。
- 1948年（昭和23年）6月8日 - 校舎（第二期）が完成する。
- 1952年（昭和27年）2月11日 - 校舎（第三期）が完成する。
- 1955年（昭和30年）4月15日 - 稲沢町、明治村、千代田村、大里村と合併し、改めて稲沢町が発足。同時に稲沢町立千代田中学校に改称する。
- 1958年（昭和33年）11月1日 - 市制施行し、稲沢市となる。同時に稲沢市立千代田中学校に改称する。
- 1961年（昭和36年）9月11日 - 現在地に校舎が完成し、移転。
- 1963年（昭和38年）9月4日 - 校舎を増築する。
- 1968年（昭和43年）7月16日 - プールが完成する。
- 1972年（昭和47年）3月5日 - 体育館が完成する。
- 1982年（昭和57年）3月10日 - 校舎を増築する。
- 1980年（昭和55年）3月10日 - 管理棟が完成する。
- 1982年（昭和57年）
  - 3月30日 - 校舎を増築する。
  - 5月17日 - 南棟が完成する。
- 1985年（昭和60年）1月 - 火災により体育館を全焼する。
- 1986年（昭和61年）3月 - 新体育館が完成する。
- 1993年（平成5年）3月 - 武道館が完成する。

## 交通アクセス
- 稲沢市コミュニティバス千代田・平和線「千代田市民センター」バス停下車後、徒歩約195m・約3分（バス停から学校敷地はすぐそばだが、校門(正門)との位置関係で、若干距離が延びる）。
- 名古屋鉄道
  - 津島線
    - 勝幡駅から、上述のコミュニティバスで「千代田市民センター」まで11分、下車後徒歩。
    - 青塚駅から、徒歩約3.4km・約50分。

  - 名古屋本線国府宮駅から、上述のコミュニティバスで「千代田市民センター」まで20分、下車後徒歩。

## 学校周辺
- 稲沢市立千代田小学校 - 稲沢市道をはさんで、敷地が隣接。
- 千代田市民センター - 稲沢市道をはさんで、敷地が隣接。
  - 千代田ヒナギク児童センター

## 著名な卒業生
- ASCA（歌手）
- 山田健太（社会人野球選手）

## その他
2011年5月11日午後4時半頃、福井県道249号田烏公園線で土砂崩れが発生し、この道路の先にある国立若狭湾青少年自然の家で活動中だった本校1年生72人、同じ愛知県の蟹江町立蟹江中学校2年生200人と両校の引率教諭、自然の家職員ら計312人が孤立する事態があった。